# 추혁진
추혁진(1992년 2월 28일 ~ )은 대한민국 가수이며 과거 4인조 보이그룹 에이션의 멤버였다. 미스터트롯에 참가했다가 김희재에게 패배하고 미스터트롯을 마감했다.

## 학력
- 이천고등학교[2]
- 백제예술대학교 방송연예학과

## 방송

### 텔레비전 프로그램

#### 고정
- 2020년 1월 2일 ~ 2월 6일 《내일은 미스터트롯》
- 2020년 7월 4일 ~ 9월 19일 《최애 엔터테인먼트》
- 2022년 12월 22일 ~ 2023년 3월 9일 《미스터트롯2 - 새로운 전설의 시작》
- 2024년 12월 19일 ~ 2025년 3월 13일 《미스터트롯3》
- 2025년 5월 1일 《사랑의 콜센타 세븐스타즈》

#### 게스트
- 2024년 5월 23일 《화요일은 밤이 좋아》 69화
- 2023년 7월 18일 《화요일은 밤이 좋아》 76화
- 2024년 10월 18일 ~ 10월 25일 《트랄랄라 유랑단》

### 라디오
- 2020년 9월 1일 《정오의 희망곡 김신영입니다》
- 2020년 9월 7일 《박준형 정경미의 두시만세]》

## 음반

### 컴필레이션
- 미스터트롯2 음원 발매
  - 아슬아슬 (현역부 B조)
  - 신고할거야 (현역부 B조)
  - 진안아가씨 (1:1 데스매치)
  - 님 찾아가는 길 (본선 4차전 1라운드)
  - 평행선 (본선 4차전 2라운드)
  - 느낌 아니싸 (준결승전)

- 미스터트롯3 음원 발매
  - 암연 (현역부 X조)
  - 꿈속의 사랑 (현역부 2조)
  - 하얀 밤에 (1:1 데스매치)
  - 가지마 (준결승 1차전 1라운드)
  - 블랙 커피 (준결승 1차전 2라운드)
  - 정거장 (준결승 2차전 2라운드)
  - 들꽃 (결승전)
  - 칙칙폭폭 (갈라쇼 미션)

## 공연
- 2023년 8월 5일 ~ 8월 8일: 2023 울산서머페스티벌
- 2024년 10월 26일: 2024 추혁진 팬미팅 <유어 마이 추-스티니>
- 2024년 12월 24일: 크리스마스 이브 사랑해요 엄마 콘서트 - 포항
- 서울: 2025년 3월 29일(토) ~ 30일(일), 올림픽공원 핸드볼경기장
- 진주: 2025년 4월 12일(토) ~ 13일(일), 진주실내체육관
- 부산: 2025년 4월 19일(토) ~ 19일(일), 벡스코 오디토리움
- 대구: 2025년 5월 3일(토) ~ 4일(일), 대구 엑스코 동관
- 광주: 2025년 5월 10일(토) ~ 11일(일), 김대중컨벤션센터 다목적홀
- 성남: 2025년 5월 17일(토) ~ 18일(일), 성남아트센터 오페라하우스
- 청주: 2025년 5월 24일(토) ~ 25일(일), 청주대학교 석우문화체육관
- 인천: 2025년 5월 31일(토) ~ 6월 1일(일), 송도컨벤시아 4홀
- 창원: 2025년 6월 21일(토) ~ 22일(일), 창원컨벤션센터
- 전주: 2025년 6월 28일(토) ~ 29일(일), 한국소리문화의전당 모악당
- 강릉: 2025년 7월 5일(토) ~ 6일(일), 세바스티아노스 스포츠센터
- 대전: 2025년 7월 12일(토) ~ 13일(일), 대전컨벤션센터 제2전시장
- 수원: 2025년 7월 19일(토) ~ 20일(일), 경희대 국제캠퍼스 선승관
- 부천: 2025년 7월 26일(토) ~ 27일(일), 부천실내체육관
- 포항: 2025년 8월 17일(일), 포항실내체육관
- 고양: 2025년 9월 6일(토), 킨텍스 1전시장 1홀